# بخش چیکوآنا
بخش چیکوآنا (به اسپانیایی: Departamento de Chicoana) یک منطقهٔ مسکونی در آرژانتین است که در استان سالتا واقع شده‌است. بخش چیکوآنا ۹۱۰ کیلومتر مربع مساحت و ۱۸٬۲۴۸ نفر جمعیت دارد.